# Dominique Panol
Dominique Panol est un chanteur guadeloupéen, condamné pour l'homicide de son fils.

## Carrière musicale
Dominique Panol est musicien dans le groupe Kassav'.
En 1991, Panol joint le groupe Volt-Face créé par Jeff Joseph et Georges Décimus, en rupture alors avec Kassav'.

## Filicide
Dominique Panol a été mis en examen pour l'homicide de son fils de 14 ans, Thylyann, tué par arme à feu le 17 janvier 2025.
Il a modifié plusieurs fois son récit, en affirmant toujours avoir agi en état de légitime défense face à un fils toxicomane ayant eu un accès de violence, mais sa version des faits a été démentie lors du procès par son aide ménagère,, ainsi que par les expertises balistiques et légistes lors du procès en appel.
Le 5 avril 2019, il est condamné à 12 ans de réclusion criminelle par la cour d'assises de Basse-Terre pour « violences volontaires ayant entraîné la mort, sans intention de tuer la victime »,. Sa compagne, Patricia Ladrezeau, a été condamnée à 1 an de prison avec sursis pour violences avec arme,.
Dominique Panol a interjeté appel de sa condamnation, mais sa culpabilité a été confirmée par la cour d’assises. Libéré sous contrôle judiciaire le 17 mai 2019, il est à nouveau condamné à 10 ans de prison le 22 septembre 2022.

## Discographie
- 1981 – Ti kadance
- 1984 – Dominique Panol
- 1987 – Bolotte
- 1995 – N'limited
- 2000 – Karibbean Groove
- 2004 – Karibbean Attitud
- 2008 – Son sé love

Avec Volt-Face
- 1990 – Haute tension
- 1991 – La brousse
- 1994 – Doubout
- 1995 – Volt-Face : live